# 글라루스
글라루스(독일어: Glarus)는 스위스 글라루스주의 주도이다. 2011년 1월 1일부터 글라루스 지자체는 엔넨다, 네트슈탈 및 리데른의 이전 지자체를 통합했다.
글라루스는 서쪽으로 글레르니쉬(슈비츠 알프스의 일부) 기슭과 동쪽으로 쉴트(글라루스 알프스) 사이의 린트강에 자리 잡고 있다. 1861년 화재 이전에 지어진 건물은 거의 남아 있지 않다. 목재, 섬유, 플라스틱 및 인쇄가 지배적인 산업이다. 도시의 상징은 네오 로마네스크 양식의 도시 교회이다.
글라루스의 공식 언어는 (스위스 표준의 다양한) 독일어이지만, 주요 사용 언어는 현지 알레만계 스위스 독일어 방언이다. 요스트 빈텔러의 글라루스 방언에 대한 1875년 연구는 방언학의 역사에 매우 큰 영향을 미쳤다.

## 역사
글라루스는 9세기 초 라틴어로 Clarona로 처음 언급되었다. 1178년에는 독일어로 Glarus로 처음 언급되었다.
878년 2월 10일 지방 황제 카를은 그의 아내 리히가르트 또는 리차드에게 제킹엔, 취리히의 성 펠릭스와 레굴라 수도원을 왕실 영지로 주었다. 이 토지 부여에는 광범위한 정치적 권리와 큰 재산이 포함되었다. 이 토지는 라인강 및 프릭 계곡의 토지, 남부 호첸발트, 취리히의 토지, 발렌 호수와 글라루스 계곡을 따라 이루어졌다. 글라루스는 1395년까지 제킹엔 수도원(종종 렌츠부르크 백작, 키부르크 백작 또는 레티아 쿠리엔시스의 통치하에 있기도 했다.)의 지배하에 있다가, 글라루스 계곡이 수도원에서 분리되어 독립했다.
1419년에 린트 계곡의 수도가 되었다. 18세기와 19세기에 계곡이 산업화되기 시작했다. 스위스 종교 개혁의 지도자인 훌드리히 츠빙글리는 1506년경부터 글라루스에서 첫 번째 로마 가톨릭 교구직을 맡아 봉사했다. 그는 그곳에서 10년 동안 봉사했다. 츠빙글리가 정치에 참여하게 된 곳은 유럽에서 병사들이 용병으로 사용되었던 글라루스에서였다. 스위스 연방은 이웃 국가인 프랑스, 합스부르크, 교황청과 함께 다양한 작전에 휘말렸다. 츠빙글리는 자신을 성좌의 편에 섰다. 그 대가로 교황 율리우스 2세는 츠빙글리에게 연간 연금을 제공함으로써 명예를 드높였다. 그는 1513년의 노바라 전투를 포함하여 이탈리아의 여러 전역에서 군목의 역할을 맡았다. 그러나 마리냐노 전투에서 스위스인의 결정적인 패배는 글라루스의 분위기를 교황보다 프랑스인에게 유리하게 변화시켰다. 교황의 당파주의자인 츠빙글리는 어려운 상황에 처했고 슈비츠주의 아인지델른으로 후퇴하기로 결정했다. 그는 글라루스의 개혁가는 아니었지만, 그곳에서 취리히의 가톨릭 교회와의 단절로 이어질 사상을 발전시키기 시작했다.
1528년 종교 개혁은 취리히의 츠빙글리가 지휘한 글라루스에서 발판을 마련했다. 그가 글라루스에서 10년 동안 설교했음에도 불구하고 그 도시는 여전히 강한 가톨릭 신자였다. 그러나 1531년 2차 카펠 전쟁 이후 가톨릭과 개신교 거주자 모두 마을에서 예배할 수 있는 권리가 주어졌다. 이로 인해 두 종교 단체가 동시에 마을 교회를 사용하여 많은 문제를 야기했다. 18세기까지 두 그룹은 교회를 공유했지만, 별도의 기관을 가지고 있었다. 1697년에 도시 교회에서 재정적으로나 신학적으로 독립적인 두 본당 모임이 있었다.
1798년 프랑스 침공 이후 글라루스는 헬베티아 공화국 린트주의 주도가 되었다. 주의 행정부는 글라루스로 옮겨졌다. 그러나 새로운 관리자는 새로운 규정을 수립하고 시행하는 데 어려움을 겪었다. 1802년 8월, 새로운 주의 행정관들은 글라루스에서 직면한 어려움 때문에 글라루스를 떠나 라퍼스빌로 향했다. 1803년 중재법으로 린트주는 해산되었고, 글라루스는 더 작은 글라루스주의 주도가 되었다.
1859년에 철도는 베젠에서 글라루스에 도달했다. 1879년에 슈반덴과 린탈로 확장이 열렸다.
이 도시는 이민 협회를 만들고 1845년 판사 니클라우스 뒤르스트와 대장장이 프리돌린 슈트라이프를 보내 북미에 정착할 땅을 찾았다. 그해 말 글라루스에서 온 131명의 식민지 개척자들은 여전히 스위스의 뿌리를 유지하고 있는 위스콘신주의 뉴글라루스에 정착했다. 글라루스와 강한 관계를 즐긴다.
1861년 5월 10일 11일, 도시는 린트 계곡에 의해 형성된 자연 깔때기를 통해 높은 산에서 돌진하는 격렬한 푈 또는 남풍에 의해 부채질된 화재로 황폐화되었다. 총 손실은 약 50만 스털링으로 추산되며 이 중 약 10만 파운드는 사방에서 쏟아지는 구독으로 보충되었다. 글라루스의 약 2/3(593개 건물)가 큰 화재로 파괴되었다. 이 사건 이후 글라루스는 베른하르트 시몬과 효한 카스파 볼프의 건설 계획에 따라 블록 방식으로 재건되었다.
1864년에 노동자를 보호하는 최초의 유럽 노동법이 글라루스에서 도입되어 노동자가 하루 12시간 이상 일하는 것을 금지했다.

## 지리
이 도시는 글레르니쉬와 린트강 사이의 넓은 계곡 바닥에 있는 글라르너 미텔란트에 위치한다.
2011년 이전의 글라루스 시의 면적은 69.2k㎡였다. 2006년을 기준으로 이 지역 중 23%는 농업용으로 사용되었으며, 31.4%는 산림이었다. 나머지 토지 중 2.7%(건물 또는 도로)가 정착되었고, 나머지(42.9%)는 불모지였다.
2011년에 엔넨다, 네슈탈 및 리데른이 통합되면서 글라루스 시정촌의 면적은 현재 103.67k㎡이다. 2004/09 조사에 따르면 전체 면적의 약 26.3%가 농업용으로 사용되며 34.3%는 산림이다. 나머지 토지 중 4.1%는 정착지(건물 또는 도로)이고 35.2%는 비생산적인 토지이다. 지난 20년(1979/85-2004/09) 동안 정착된 토지의 양은 42ha 증가하고 농경지는 60ha 감소했다.

### 기후
1991년에서 2020년 사이 글라루스는 연간 평균 142.2일의 강우량이 있었고, 평균강수량은 1,494mm였다. 가장 습한 달은 7월로 이 기간 동안 글라루스는 평균 193mm의 강수량을 받았다. 이 달 동안 평균 강수일은 14.8일이었다. 강수량이 가장 많은 달은 6월에서 8월 사이이다. 일년 중 가장 건조한 달은 2월로 9.5일 동안 평균 강수량이 80mm였다.
| 글라루스 (517m a.s.l., 기간 1981–2010)의 기후 | 글라루스 (517m a.s.l., 기간 1981–2010)의 기후 | 글라루스 (517m a.s.l., 기간 1981–2010)의 기후 | 글라루스 (517m a.s.l., 기간 1981–2010)의 기후 | 글라루스 (517m a.s.l., 기간 1981–2010)의 기후 | 글라루스 (517m a.s.l., 기간 1981–2010)의 기후 | 글라루스 (517m a.s.l., 기간 1981–2010)의 기후 | 글라루스 (517m a.s.l., 기간 1981–2010)의 기후 | 글라루스 (517m a.s.l., 기간 1981–2010)의 기후 | 글라루스 (517m a.s.l., 기간 1981–2010)의 기후 | 글라루스 (517m a.s.l., 기간 1981–2010)의 기후 | 글라루스 (517m a.s.l., 기간 1981–2010)의 기후 | 글라루스 (517m a.s.l., 기간 1981–2010)의 기후 | 글라루스 (517m a.s.l., 기간 1981–2010)의 기후 |
| 월                                            | 1월                                           | 2월                                           | 3월                                           | 4월                                           | 5월                                           | 6월                                           | 7월                                           | 8월                                           | 9월                                           | 10월                                          | 11월                                          | 12월                                          | 연간                                          |
| --------------------------------------------- | --------------------------------------------- | --------------------------------------------- | --------------------------------------------- | --------------------------------------------- | --------------------------------------------- | --------------------------------------------- | --------------------------------------------- | --------------------------------------------- | --------------------------------------------- | --------------------------------------------- | --------------------------------------------- | --------------------------------------------- | --------------------------------------------- |
| 일평균 최고 기온 °C (°F)                      | 2.6 (36.7)                                    | 4.1 (39.4)                                    | 9.0 (48.2)                                    | 13.9 (57.0)                                   | 18.8 (65.8)                                   | 21.3 (70.3)                                   | 23.4 (74.1)                                   | 22.5 (72.5)                                   | 18.4 (65.1)                                   | 14.0 (57.2)                                   | 7.6 (45.7)                                    | 3.7 (38.7)                                    | 13.3 (55.9)                                   |
| 일일 평균 기온 °C (°F)                        | −0.7 (30.7)                                   | 0.4 (32.7)                                    | 4.5 (40.1)                                    | 8.7 (47.7)                                    | 13.2 (55.8)                                   | 16.0 (60.8)                                   | 18.0 (64.4)                                   | 17.3 (63.1)                                   | 13.8 (56.8)                                   | 9.7 (49.5)                                    | 4.0 (39.2)                                    | 0.6 (33.1)                                    | 8.8 (47.8)                                    |
| 일평균 최저 기온 °C (°F)                      | −3.6 (25.5)                                   | −2.9 (26.8)                                   | 0.5 (32.9)                                    | 3.8 (38.8)                                    | 8.1 (46.6)                                    | 11.1 (52.0)                                   | 13.2 (55.8)                                   | 13.0 (55.4)                                   | 9.8 (49.6)                                    | 6.0 (42.8)                                    | 1.0 (33.8)                                    | −2.2 (28.0)                                   | 4.8 (40.6)                                    |
| 평균 강수량 mm (인치)                         | 86 (3.4)                                      | 85 (3.3)                                      | 105 (4.1)                                     | 97 (3.8)                                      | 130 (5.1)                                     | 168 (6.6)                                     | 198 (7.8)                                     | 190 (7.5)                                     | 138 (5.4)                                     | 96 (3.8)                                      | 108 (4.3)                                     | 104 (4.1)                                     | 1,506 (59.3)                                  |
| 평균 강설량 cm (인치)                         | 32.7 (12.9)                                   | 29.9 (11.8)                                   | 14.4 (5.7)                                    | 0.5 (0.2)                                     | 0 (0)                                         | 0 (0)                                         | 0 (0)                                         | 0 (0)                                         | 0 (0)                                         | 0.7 (0.3)                                     | 10.9 (4.3)                                    | 31.5 (12.4)                                   | 120.6 (47.5)                                  |
| 평균 강수일수 (≥ 1.0 mm)                      | 10.6                                          | 9.4                                           | 12.3                                          | 11.9                                          | 13.8                                          | 14.2                                          | 14.6                                          | 14.6                                          | 11.7                                          | 9.7                                           | 10.9                                          | 10.5                                          | 144.2                                         |
| 평균 강설일수 (≥ 1.0 cm)                      | 5.7                                           | 4.9                                           | 3.7                                           | 0.3                                           | 0                                             | 0                                             | 0                                             | 0                                             | 0                                             | 0.1                                           | 1.8                                           | 5.1                                           | 21.6                                          |
| 평균 상대 습도 (%)                            | 82                                            | 78                                            | 73                                            | 68                                            | 71                                            | 74                                            | 75                                            | 78                                            | 81                                            | 81                                            | 82                                            | 83                                            | 77                                            |
| 평균 월간 일조시간                            | 61                                            | 68                                            | 88                                            | 124                                           | 152                                           | 153                                           | 171                                           | 155                                           | 106                                           | 86                                            | 59                                            | 51                                            | 1,274                                         |
| 가능 일조율                                   | 43                                            | 46                                            | 46                                            | 44                                            | 44                                            | 44                                            | 48                                            | 48                                            | 51                                            | 50                                            | 41                                            | 37                                            | 46                                            |
| 출처: MeteoSwiss                              |                                               |                                               |                                               |                                               |                                               |                                               |                                               |                                               |                                               |                                               |                                               |                                               |                                               |

## 인구통계
글라루스의 인구(2020년 12월 기준)는 12,539명이다. 2013년 기준으로 인구의 24.9%가 거주 외국인이다. 지난 3년(2010-2013) 동안 인구는 2.07%의 비율로 변경되었다. 2013년 시정촌의 출생률은 9.8명이었고, 사망률은 인구 천 명당 8.4명이었다.
2013년 기준으로 아동·청소년(0~19세)이 20.6%, 성인(20~64세)이 61.1%, 노인(64세 이상)이 18.3%를 차지한다.
2000년 기준, 인구 대부분은 독일어(86.0%)를 사용하며, 이탈리아어가 두 번째로 많이 사용(4.8%)되고, 알바니아어가 세 번째(2.6%)로 사용된다.

### 역사적 인구
역사적 인구는 다음의 표와 같다:
| 연도 | 인구      | 스위스 시민 | % 독일어 화자 | % 개신교인 | % 로마 카톨릭 |
| ---- | --------- | ----------- | ------------- | ---------- | ------------- |
| 1554 | ca. 1,550 |             |               |            |               |
| 1682 | ca. 1,200 |             |               |            |               |
| 1777 | ca. 2,400 |             |               |            |               |
| 1837 | 4,094     |             |               |            |               |
| 1850 | 4,082     | 3,960       |               | 86.0%      | 14.0%         |
| 1870 | 5,485     | 5,204       |               | 77.7%      | 22.6%         |
| 1888 | 5,357     | 4,968       | 98.1%         | 71.6%      | 28.0%         |
| 1900 | 4,877     | 4,424       | 97.5%         | 74.2%      | 25.6%         |
| 1910 | 5,123     | 4,471       | 94.8%         | 70.8%      | 28.7%         |
| 1930 | 5,269     | 4,858       | 97.7%         | 70.5%      | 29.2%         |
| 1950 | 5,724     | 5,376       | 96.2%         | 68.0%      | 31.4%         |
| 1970 | 6,189     | 5,215       | 86.9%         | 60.5%      | 38.9%         |
| 1990 | 5,728     | 4,723       | 86.1%         | 51.9%      | 42.4%         |
| 2000 | 5,556     | 4,379       | 86.0%         | 45.4%      | 37.7%         |

## 경제

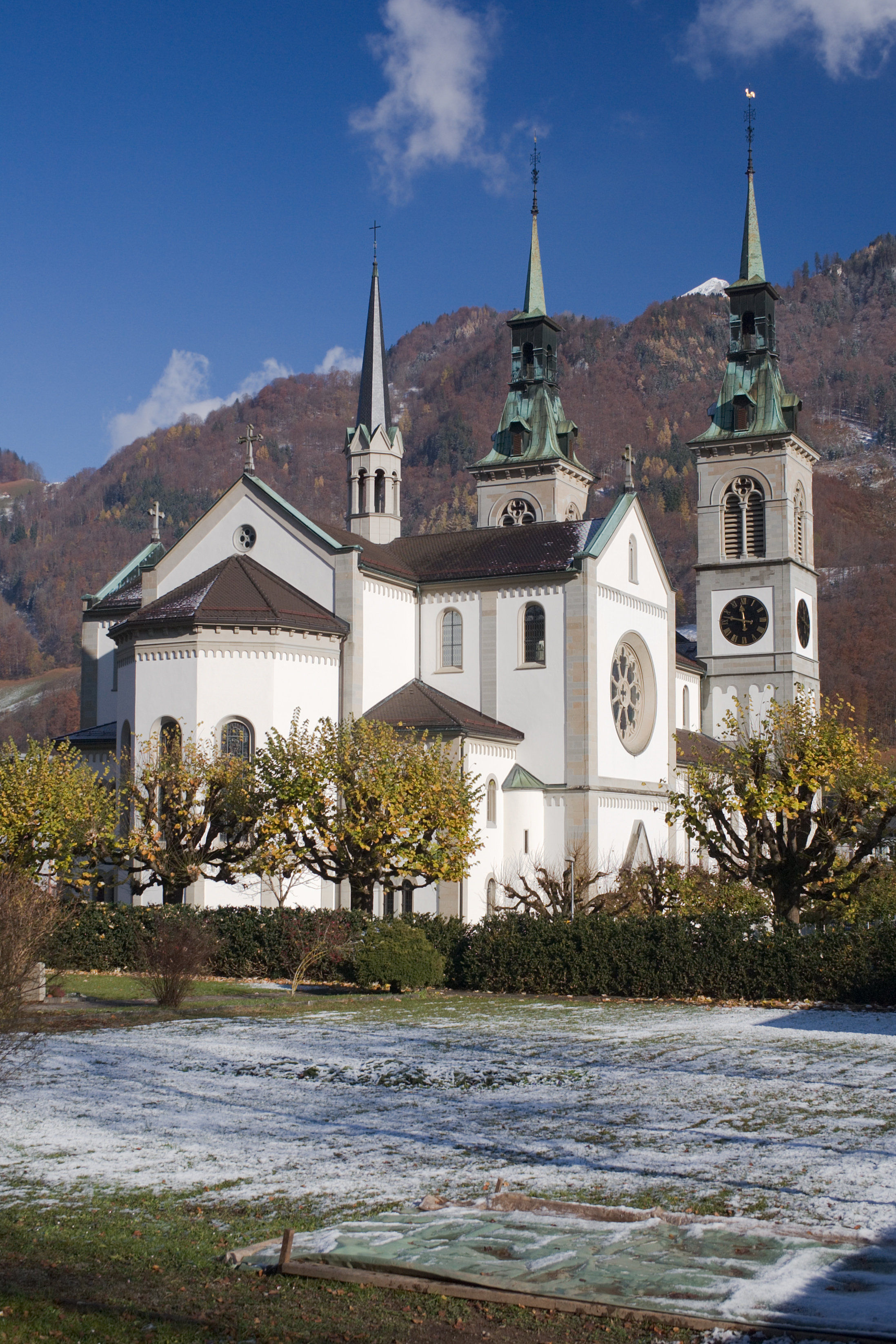
글라루스 교회, 화재로 소실되었다가 1861년 재건되었다.

2012년 기준으로 시정촌에 고용된 사람은 총 8,148명이다. 이 중 총 175명이 1차 경제 부문의 63개 기업에서 일했다. 2차 부문은 200개의 개별 사업에서 2,479명의 근로자를 고용했다. 마지막으로, 3차 부문은 923개 기업에서 5,494개의 일자리를 제공했다. 2013년에는 전체 인구의 2.%가 사회 지원을 받았다.

## 정치
2015년 연방 선거에서 가장 인기 있는 정당은 BDP가 49.7%로 득표율이 47.7 %로 그 뒤를 이었다. 나머지 2.6%는 무소속 또는 소수 정당 후보에게 갔다. 이번 연방 총선에서는 총 3,250명의 투표가 이루어졌고, 투표율은 41.1%였다. 2015년 총선은 2011년과 비교했을 때 득표율에 큰 변화가 있었다. SP의 득표율은 2011년 28.9%에서 2015년 47.7%로 급격히 증가했고, BDP의 득표율은 57.7%에서 49.7%로 떨어졌다.

## 범죄
2014년에 스위스 형법 (살인, 강도, 폭행에서 뇌물 수수 및 선거 사기에 이르기까지)에 나열된 200개 이상의 범죄 중 범죄율은 인구 1000명당 48.2명이었다. 이는 전국 평균의 74.6%에 불과하다. 같은 기간 마약 범죄율은 주민 1002명당 10.2명으로 글라루스 쥐드와 비슷하지만, 글라루스 노르드 보다는 2배가량 높았다.

## 교육

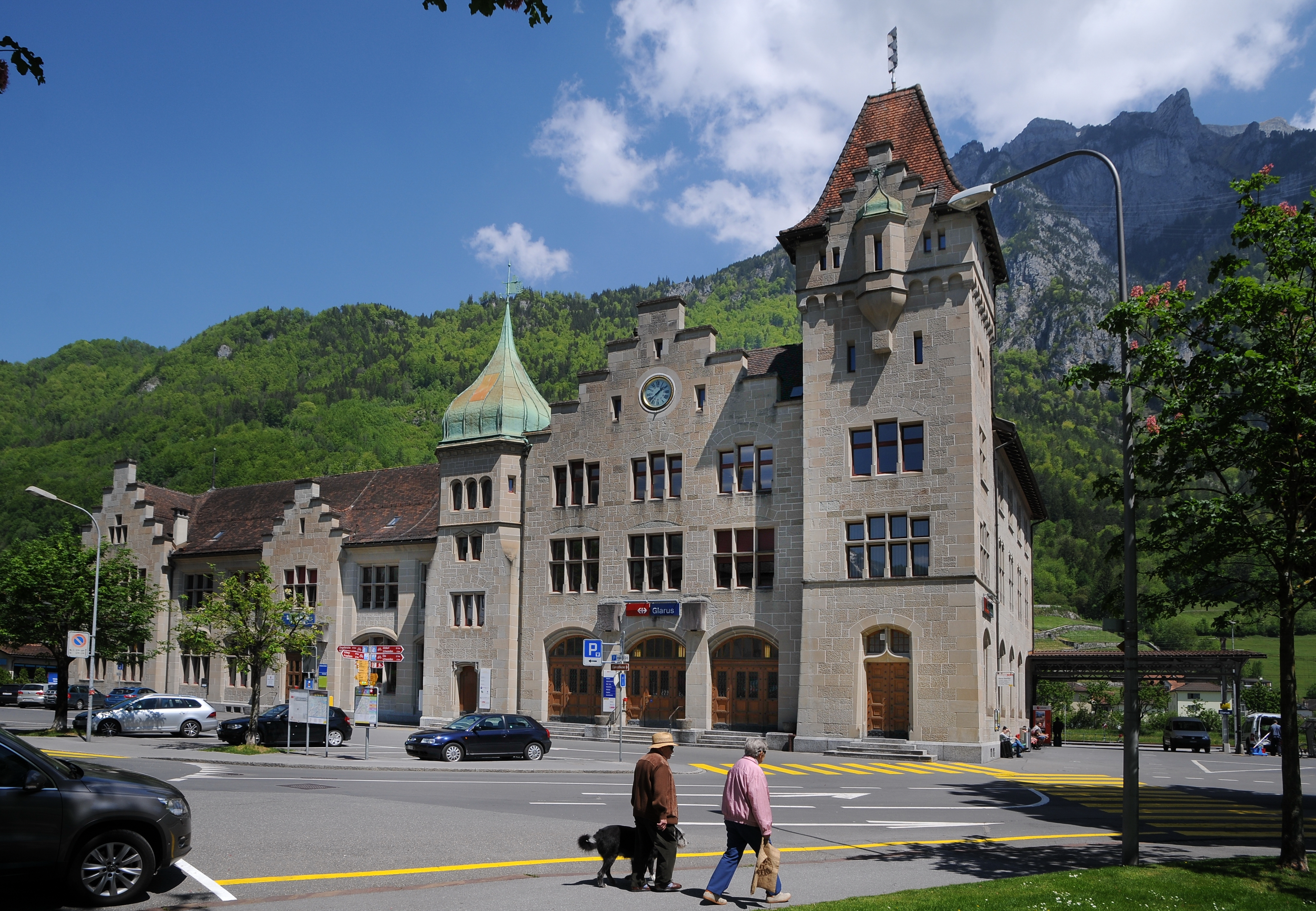
글라루스역

글라루스에서는 인구의 약 71.3%(25-64세)가 비필수 고등교육 또는 추가 고등교육(대학 또는 응용학문대학)을 완료했다.

## 교통
글라루스역은 치겔브뤼케에서 린탈까지의 철도 노선에 있다. 취리히와 린탈 사이의 취리히 S-반 서비스 S25와 라퍼스빌과 슈반덴 사이의 장크트갈렌 S-반 서비스 S6이 운행한다. 두 서비스 모두 시간당 한 번 운행되며, 결합하여 치겔브뤼케와 슈반덴 사이를 시간당 두 대의 열차로 운행한다. 엔넨다와 네슈탈의 역도 지자체에 있으며, 같은 열차가 운행된다.